# سل
سِل (به انگلیسی: Tuberculosis یا TB)، یک بیماری عفونی شایع و در بسیاری از موارد مرگ‌بار و کشنده است. این بیماری توسط گونه‌های مختلف مایکوباکتری، به‌طور معمول «مایکوباکتریوم توبرکلوزیس» ایجاد می‌شود. انتقال باکتری توسط قطرک‌های تنفسی از فرد بیمار رخ می‌دهد. سل به‌طور معمول به شُش‌ها حمله می‌کند اما بر قسمت‌های دیگر بدن نیز می‌تواند تأثیرگذار باشد. افرادی که عفونت سلی فعال دارند، سرفه، عطسه، یا بزاق خود را از طریق هوا منتقل می‌کنند و سل از طریق هوا پخش می‌شود. اغلب عفونت‌ها بدون علامت و پنهان هستند اما معمولاً از هر ده عفونت نهفته یک عفونت در نهایت پیشرفت کرده و به بیماری فعال تبدیل می‌شود. اگر سل درمان نشود، بیش از ۵۰٪ از افرادی که به آن آلوده می‌شوند را به کام مرگ می‌کشاند.
علائم کلاسیک عفونت سل فعال عبارتند از سرفهٔ مزمن با خلط آغشته به خون، تب، تعریق شبانه و کاهش وزن (سل قبلاً به دلیل کاهش وزن افراد به «زوال» مبتلا معروف بود) و عفونت اندام‌های دیگر باعث طیف وسیعی از علائم می‌شود. تشخیص سل فعال به کمک رادیولوژی (معمولاً عکس از قفسه سینه با پرتو ایکس) و همچنین آزمایش‌های میکروسکوپی و کشت میکروبیولوژیک مایعات بدن متکی است. تشخیص سل نهفته متکی بر تست پوستی توبرکولین (TST) و آزمایش خون است. درمان دشوار است و مستلزم آن است که آنتی‌بیوتیک‌های متعددی در یک مدت زمان طولانی استفاده شوند. ارتباطات اجتماعی نیز غربالگری و در صورت لزوم مورد درمان قرار می‌گیرند. مقاومت در برابر آنتی‌بیوتیک‌ها، یک مشکل روبه‌رشد در عفونت‌های سل مقاوم در برابر داروهای چندگانه (MDR-TB) است. برای جلوگیری از سل، مردم باید برای این بیماری غربالگری و با واکسن سل، واکسینه شوند.
کارشناسان معتقدند که یک سوم از جمعیت جهان مبتلا به «مایکوباکتریوم توبرکلوزیس» هستند و در هر ثانیه یک نفر به این تعداد افزوده می‌شود. در سال ۲۰۰۷، ۱۳٫۷ میلیون مورد مزمن در سطح جهان فعال بودند. در سال ۲۰۱۰، حدود ۸٫۸ میلیون مورد جدید به وجود آمده و ۱٫۵ میلیون مورد نیز به مرگ انجامید که عمدتاً در کشورهای در حال توسعه رخ داده است. تعداد مطلق موارد ابتلا به سل از سال ۲۰۰۶ رو به کاهش بوده است و موارد جدید از سال ۲۰۰۲ کاهش یافته است. سل به‌طور یکنواخت در سراسر جهان توزیع نشده است. تست توبرکولین حدود ۸۰٪ از جمعیت حاضر در بسیاری از کشورهای آسیایی و آفریقایی مثبت بوده است اما تنها تست ۵–۱۰٪ از جمعیت ایالات متحده مثبت بوده است. مردم کشورهای در حال توسعه به دلیل کمبود ایمنی، بیشتر در معرض خطر سل قرار دارند. به‌طور معمول، این افراد به دلیل آلوده بودن به اچ‌آی‌وی و ابتلا به ایدز گرفتار سل می‌شوند. بیش از ۹۰٪ موارد بیماری و مرگ ناشی از سل در کشورهای در حال توسعه رخ می‌دهد، کشورهایی که %۷۵ موارد بیماری در آن‌ها به فعال‌ترین گروه سنی به لحاظ اقتصادی یعنی ۱۵ تا ۵۴ سالگی تعلق دارد. در این کشورها یک فرد بزرگسال مبتلا به سل به‌طور متوسط ۳ تا ۴ ماه قادر به کار کردن نبوده و بنابراین ۲۰ تا ۳۰٪ درآمد سالانهٔ خانوادهٔ وی از دست می‌رود. با مرگ چنین فردی به‌طور متوسط ۱۵ سال درآمد خانواده به‌طور یکجا از بین خواهد رفت. بیماری سل که بزرگ‌ترین علت مرگ ناشی از بیماری‌های عفونی تک‌عاملی است حتی بیشتر از ایدز، مالاریا و سرخک، دارای مرتبهٔ دهم در بار جهانی بیماری‌هاست و پیش‌بینی می‌شود تا سال ۲۰۲۰ همچنان جایگاه کنونی خود را حفظ کند یا تا رتبهٔ هفتم بالا رود.

## علائم و نشانه‌ها

نشانه‌های عمده، انواع و مراحل سل ارائه شده است. بسیاری از علائم با انواع دیگر همپوشانی دارند، در حالی که بقیه بیشتر (اما نه به‌طور کامل) ویژهٔ انواع خاصی هستند. انواع مختلف می‌توانند به‌طور هم‌زمان وجود داشته باشند

حدود ۵–۱۰٪ از افرادی که اچ‌آی‌وی ندارند اما آلوده به سل هستند در طول عمر خود دچار بیماری فعال می‌شوند. در مقابل، ۳۰٪ از افرادی که آلوده به اچ‌آی‌وی و سل هستند، دچار بیماری فعال می‌گردند. سل می‌تواند هر قسمتی از بدن را آلوده کند اما معمولاً در ریه‌ها رخ می‌دهد که شناخته‌شده به عنوان سل ریوی است. سل خارج ریوی زمانی رخ می‌دهد که سل به خارج از ریه‌ها نفوذ می‌کند. سل خارج ریوی همچنین می‌تواند هم‌زمان با سل ریوی وجود داشته باشد. علائم و نشانه‌های عمومی عبارتند از تب، لرز، تعریق شبانه، از دست دادن اشتها، کاهش وزن و خستگی مفرط. همچنین پدیدهٔ انگشت چماقی قابل توجهی نیز می‌تواند رخ دهد.

### ریوی
اگر عفونت سل فعال شود، در حدود ۹۰٪ از موارد در ریه‌ها بروز می‌کند. علائم می‌تواند شامل درد قفسهٔ سینه و سرفه‌های طولانی باشد که تولید خلط می‌کنند. حدود ۲۵٪ از افراد هیچ علائمی ندارند یعنی «بدون علامت» باقی می‌مانند. گاهی افراد دچار خلط خونین و سرفه‌های خونین در مقادیر کم می‌شوند. در موارد نادر، عفونت می‌تواند به تضعیف شریان ریوی بینجامد که منجر به خون‌ریزی شدیدی به نام آنوریسم راسموسن می‌شود. سل می‌تواند تبدیل به یک بیماری مزمن شده و باعث زخم‌های گسترده در نیمهٔ فوقانی ریه‌ها شود. قسمت فوقانی ریه‌ها بیشتر تحت تأثیر قرار می‌گیرد. دلیل آن به‌طور کامل روشن نیست. شاید قسمت فوقانی ریه‌ها به دلیل جریان هوای بهتر یا خروجی ضعیف گره‌های لنفاوی بیشتر تحت تأثیر قرار می‌گیرند.
گاهی ضایعات قرمزرنگ روی پاها از علائم بیماری سل است. در دیگر علائم بیماری سل ممکن است بخش قرمز داخل پلک چشم، ملتهب شود و حتی ضایعات تاپلی شکل نیز در داخل پلک دیده شود.

### خارج ریوی
در ۱۵–۲۰٪ از موارد فعال، عفونت به خارج از اندام‌های تنفسی گسترش می‌یابد که باعث بروز انواع دیگر سل می‌شود. به سلی که خارج از اندام‌های تنفسی رخ می‌دهد، «سل خارج ریوی» گفته می‌شود. سل خارج ریوی به‌طور معمول در افرادی که دچار نقص سیستم ایمنی هستند و کودکان رخ می‌دهد. سل خارج ریوی در بیش از ۵۰٪ از افرادی که اچ‌آی‌وی دارند، دیده می‌شود. مکان‌های عفونت قابل توجه خارج ریوی عبارتند از:
- شش شامه (در پلورزی (آماس شامه ریه) سلی)
- دستگاه عصبی مرکزی (در مننژیت سلی)
- دستگاه لنفاوی (در سل گره‌های لنفاوی گردن)

از میان مکان‌های دیگر سل خارج ریوی به دستگاه ادراری-تناسلی (در سل ادراری–تناسلی)، استخوان‌ها و مفاصل (در سل ستون فقرات) نیز می‌توان اشاره کرد. هنگامی که این بیماری در استخوان هم گسترش می‌یابد، آن را به عنوان «سل استخوانی» نیز می‌شناسند که نوعی از استئومیلیت (کورک استخوانی) است. یک نوع بالقوه جدی‌تر و شایع سل، «سل منتشر» نام دارد که معمولاً به عنوان سل ارزنی یا میلیاری و منتشر شناخته شده است. سل ارزنی در حدود ۱۰٪ از موارد سل خارج ریوی را تشکیل می‌دهد.

## علل

### مایکوباکتری‌ها

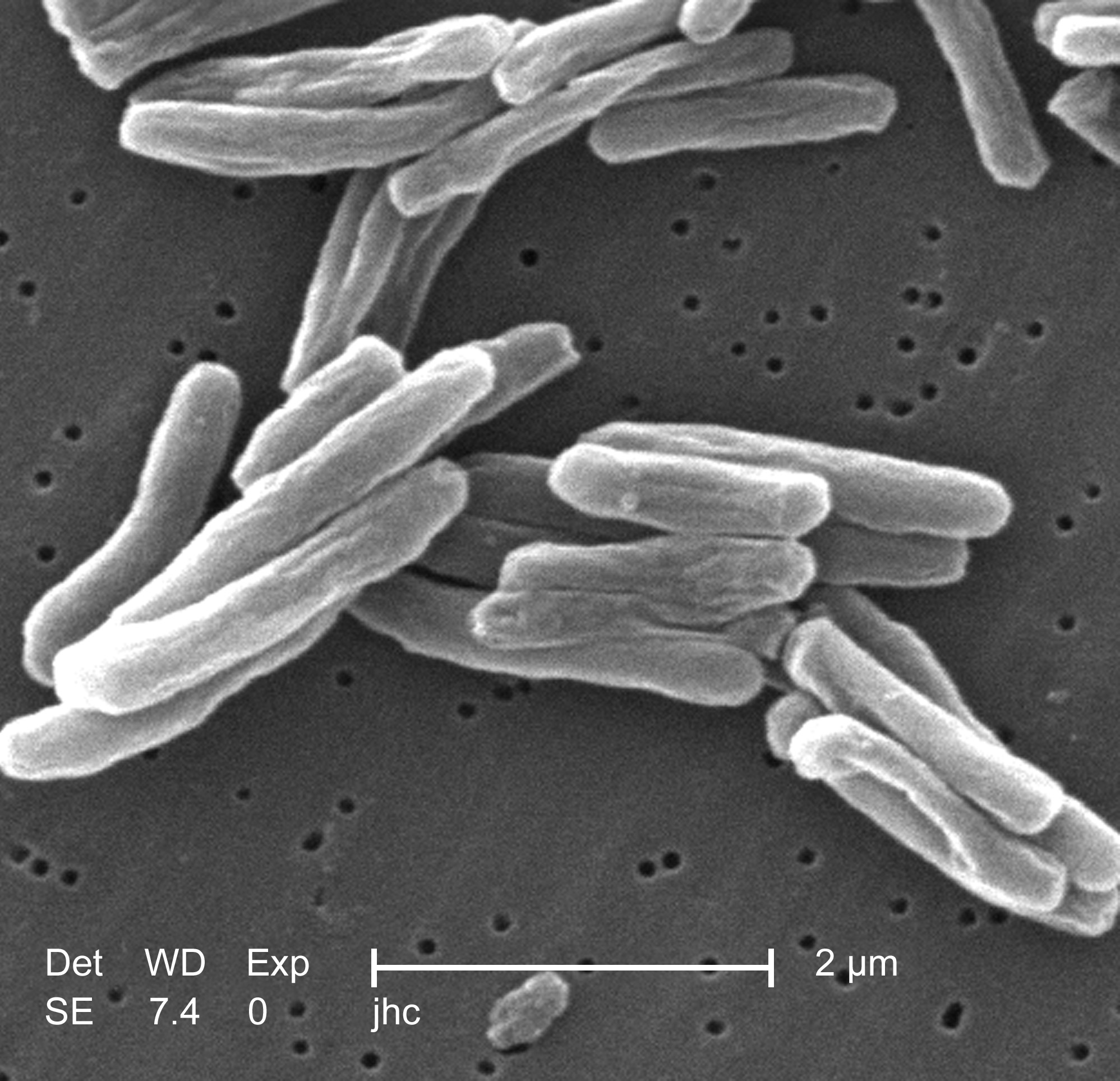
اسکن میکروسکوپ الکترونی «مایکوباکتریوم توبرکلوزیس»

علت اصلی سل «مایکوباکتریوم توبرکلوزیس»، یک باسیل بی‌حرکت هوازی کوچک است. بسیاری از ویژگی‌های بالینی منحصربه‌فرد این پاتوژن، به دلیل محتوای چربی بالای آن ایجاد می‌شود. این باسیل هر ۱۶–۲۰ ساعت یک بار تقسیم می‌شود. سرعت آن در مقایسه با دیگر باکتری‌ها که معمولاً در کمتر از یک ساعت تقسیم می‌شوند، آهسته است. غشای بیرونی مایکوباکتریا از دولایهٔ لیپیدی تشکیل شده است. اگر یک رنگ‌آمیزی گرم انجام شود، ام‌بی‌تی یا رنگ بسیار کم «گرم مثبت» دارد یا اصلاً رنگی به خود نمی‌گیرد چرا که دیوارهٔ سلولی آن دارای محتوای چربی و مایکولیک اسید بالا است. ام‌بی‌تی می‌تواند در برابر مواد ضدعفونی‌کنندهٔ ضعیف مقاومت کند و در یک آندوسپور (درون هاگ) شرایط خشک هفته‌ها زنده بماند. در طبیعت، باکتری تنها می‌تواند در داخل سلول یک جاندار میزبان رشد کند اما «مایکوباکتریوم توبرکلوزیس» می‌تواند در آزمایشگاه کشت شود.
با استفاده از رنگ‌های بافتی بر روی نمونه‌های خلط به‌دست آمده از سینه، دانشمندان می‌توانند این باکتری را در زیر یک میکروسکوپ معمولی (نوری) تشخیص دهند. این باکتری رنگ‌های خاصی را حتی بعد از واکنش با محلول اسیدی حفظ می‌کند، بنابراین به عنوان باسیل اسید-فاست (مقاوم در برابر رنگ‌بری اسید) (AFB) طبقه‌بندی شده است. دو تکنیک رنگ‌آمیزی اسید فاست شایع‌تر هستند:
- رنگ‌آمیزی زیهل-نیلسن که ای‌اف‌بی‌ها را به رنگ قرمز روشن درمی‌آورد که به وضوح در برابر یک پس‌زمینه آبی رنگ دیده می‌شوند.[۲۳]
- رنگ‌آمیزی اورامین-رودامین و پس از آن مشاهده با میکروسکوپ فلورسانس[۲۴]

علاوه بر مایکوباکتریوم توبرکلوزیس، عوامل ابتلا به سل شامل چهار مایکوباکتری دیگر می‌شود:
- «مایکوباکتریوم بوویس»
- «مایکوباکتریوم آفریکانوم»
- «مایکوباکتریوم کانتی»
- «مایکوباکتریوم میکروتی»[۲۵]

«مایکوباکتریوم آفریکانوم» شایع نیست اما علت قابل توجه ایجاد سل در بخش‌هایی از آفریقا است. «مایکوباکتریوم بوویس» یک علت شایع سل بود اما ظهور شیر پاستوریزه تا حد زیادی این مایکوباکتریوم را به عنوان یک مشکل بهداشت عمومی در کشورهای توسعه‌یافته از بین برد. «مایکوباکتریوم کانِتی» نادر است و به نظر می‌رسد به شاخ آفریقا محدود باشد، اگر چه چند مورد در مهاجران آفریقایی دیده شده است. «مایکوباکتریوم میکروتی» نیز نادر بوده و اغلب در افراد دارای نقص ایمنی دیده می‌شود.
دیگر مایکوباکتری‌های بیماری‌زای شناخته شده عبارتند از «مایکوباکتریوم لپره»، «کمپلکس مایکوباکتریوم آویوم» و «مایکوباکتریوم کانزاسی». دو گونهٔ آخر به عنوان «میکوباکتری‌های غیر سلی» (NTM) طبقه‌بندی شده‌اند. ان‌تی‌ام باعث ایجاد سل یا جذام نمی‌شود اما آن‌ها منجر به بیماری‌های ریوی می‌شوند که شبیه سل است.

## عوامل خطرساز
عوامل متعددی افراد را در ابتلا به عفونت سل مستعدتر می‌نمایند. مهم‌ترین عامل خطرساز در سراسر جهان اچ‌آی‌وی است؛ ۱۳٪ درصد از تمام موارد ابتلا به سل آلوده به ویروس اچ‌آی‌وی هستند. این مشکل در کشورهای جنوب صحرای آفریقا که در آن نرخ اچ‌آی‌وی بالاست، شایع است.
سل به ازدحام بیش از حد و تغذیه نامناسب بسیار مرتبط است. این ارتباط باعث می‌شود که سل یکی از بیماری‌های اصلی در اثر فقر باشد. این دسته از افراد در معرض خطر بالایی برای عفونت سل قرار دارند:
- افرادی که مواد مخدر ممنوع تزریق می‌کنند
- ساکنان و کارگران و کارمندان مکان‌هایی که در آن افراد آسیب‌پذیر تجمع می‌کنند به عنوان مثال زندان‌ها و پناهگاه‌های مخصوص بی‌خانمان‌ها
- افرادی که فقیر هستند و به مراقبت‌های پزشکی مناسب دسترسی ندارند
- اقلیت‌های قومی با خطر بالا
- بچه‌ها در تماس نزدیک با افراد با خطر بالا و ارائه‌دهندگان مراقبت‌های بهداشتی که در خدمت این افراد می‌باشد[۳۵]

بیماری ریوی مزمن، یکی دیگر از عوامل خطرساز قابل توجه است. بیماری سیلیکوز خطر را حدوداً ۳۰ برابر می‌کند. افرادی که سیگار می‌کشند نسبت به غیرسیگاری‌ها تقریباً دو برابر در معرض خطر ابتلا به سل هستند.
بیماری‌های دیگر نیز می‌توانند خطر ابتلا به سل را افزایش دهند از جمله اعتیاد به الکل و دیابت قندی (خطر را سه برابر می‌کند). برخی داروها مانند کورتیکواستروئیدها و اینفیلیکسیماب (یک آنتی‌بادی مونوکلونال ضد αTNF)، به خصوص در کشورهای توسعه یافته از عوامل خطرساز بسیار مهم هستند. همچنین، یک استعداد ژنتیکی نیز وجود دارد اما دانشمندان مشخص نکرده‌اند که چقدر مهم است.

## مکانیسم

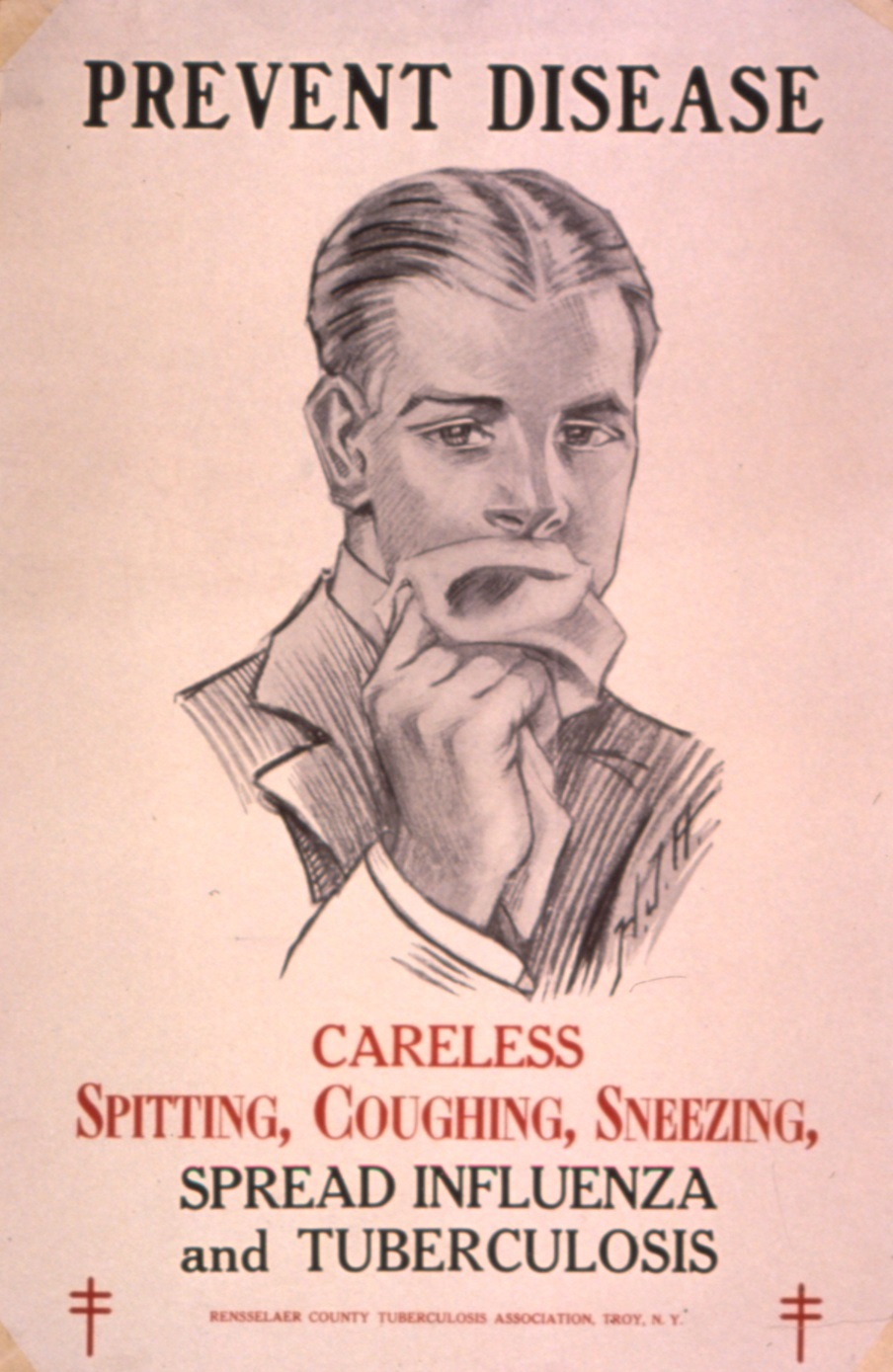
در دههٔ ۱۹۲۰ برای متوقف کردن گسترش سل، مبارزاتی در راستای بهداشت عمومی صورت گرفت

### انتقال
هنگامی که افراد مبتلا به سل فعال آواز بخوانند یا سرفه، عطسه، صحبت یا تف کنند، ذرات عفونی معلق در هوا (بیماری هوابرد) به قطر ۰٫۵ تا ۵ میکرومتر را پخش می‌کنند. تنها یک عطسه می‌تواند تا ۴۰٬۰۰۰ قطره را منتشر کند. هر ذره می‌تواند بیماری را منتقل کند زیرا دوز عفونی سل بسیار پایین است یعنی کسی که کمتر از ۱۰ باکتری را استنشاق کند می‌تواند آلوده شود.
مردمی که در تماس‌های طولانی مدت، مکرر یا نزدیک به افراد مبتلا به سل هستند در معرض خطر آلوده شدن به عفونت با نرخ عفونت حدود ۲۲ درصد می‌باشند. یک فرد مبتلا به سل فعال اما درمان نشده می‌تواند ۱۰–۱۵ نفر یا بیشتر را در هر سال آلوده کند. به‌طور معمول، تنها افراد دارای سل فعال این بیماری را انتقال می‌دهند. تصور نمی‌شود که افراد مبتلا به عفونت نهفته، مسری باشند. احتمال انتقال از فردی به فرد دیگر به عوامل متعددی بستگی دارد که این عوامل عبارتند از تعداد قطرات عفونی که حامل منتشر می‌کند، کارآمدی تهویه محیط زیست افراد، مدت زمان در معرض قرار گرفتن، میزان واگیردار بودن گونه «مایکوباکتریوم توبرکلوزیس» و سطح ایمنی در فرد غیرآلوده. برای جلوگیری از آبشار شیوع فرد به فرد، افراد مبتلا به سل فعال «آشکار» را جدا می‌کنند و آن‌ها را تحت رژیم‌های دارویی ضد سل قرار می‌دهند. پس از حدود دو هفته درمان مؤثر، به‌طور کلی افراد مبتلا به عفونت فعال غیر مقاوم برای دیگران مسری نخواهند بود. اگر کسی آلوده شود، به‌طور معمول سه تا چهار هفته طول می‌کشد تا شخص به تازگی آلوده‌شده به اندازه کافی برای انتقال بیماری به دیگران مسری شود.

### بیماری‌زایی
[[ملف:Tuberculous_epididymitis_Low_Power.jpg|پیوند=https://ar.wikipedia.org/wiki/ملف:Tuberculous_epididymitis_Low_Power.jpg%7Cبندانگشتی%7Cبررسی میکروسکوپی التهاب اپیدیدیم سل (برگشت‌پذیر) — رنگ‌آمیزی هماتوکسیلین - ائوزین]]
در حدود ۹۰٪ درصد از افرادی که مبتلا به «مایکوباکتریوم توبرکلوزیس» هستند، عفونت سل نهفته بدون علامت دارند که گاهی اوقات ال‌تی‌بی‌آی نیز نامیده می‌شود. این افراد در طول عمر خود تنها ۱۰٪ شانس پیشرفت عفونت نهفته به بیماری سل فعال آشکار را دارند. برای افراد مبتلا به اچ‌آی‌وی، خطر اینکه آن‌ها به سل فعال مبتلا شوند به نزدیک ۱۰٪ در سال می‌رسد. اگر درمان مؤثر داده نشود، میزان مرگ و میر در موارد سل فعال تا ۶۶٪ می‌باشد.
عفونت سل وقتی که میکوباکتری‌ها به حبابچه‌های ریوی می‌رسد، شروع می‌شود یعنی جایی که آن‌ها به اندوزوم‌ها از ماکروفاژهای آلوئولی حمله کرده و در داخل آن تکثیر می‌شوند. محل اولیه عفونت در ریه‌ها، معروف به «کانون گان» یا در قسمت فوقانی لوب تحتانی یا در قسمت تحتانی لوب فوقانی واقع شده است. سل ریه‌ها می‌تواند از طریق عفونت از جریان خون نیز ایجاد شود که به عنوان کانون سیمون شناخته شده است. یک عفونت کانون سیمون به‌طور معمول در بالای ریه دیده می‌شود. این انتقال خونی می‌تواند بیماری را به محل‌های دورتر از جمله غدد لنفاوی محیطی، کلیه‌ها، مغز و استخوان‌ها نیز گسترش دهد. سل بر تمام قسمت‌های بدن تأثیر می‌گذارد، هر چند به دلایل نامعلوم به ندرت قلب، عضلات اسکلتی، لوزالمعده یا تیروئید را تحت تأثیر قرار می‌دهد.

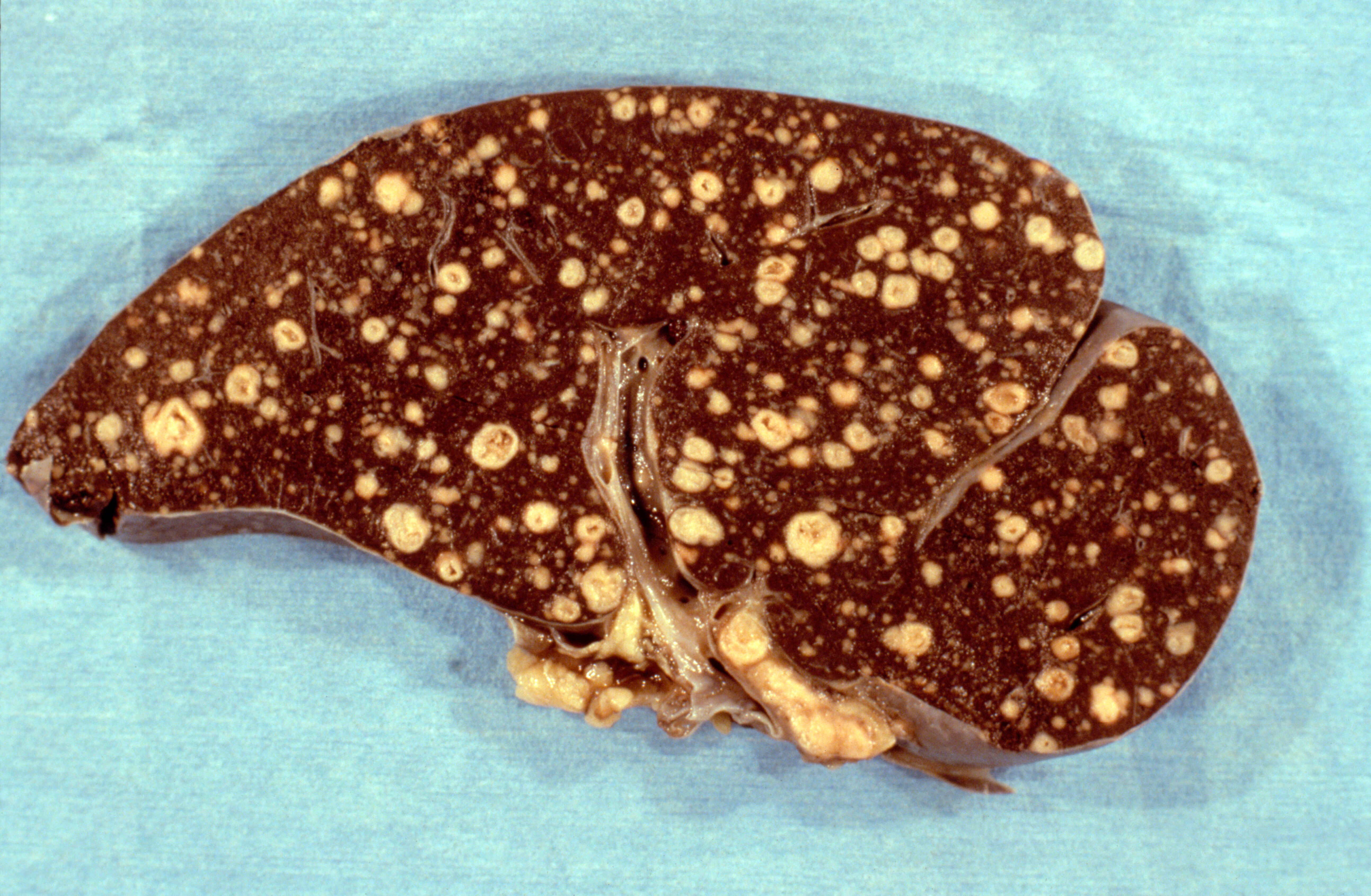
طحال در بیمار مبتلا به سل میلیاری که گرانولوم‌ها (توبرکل‌ها) را نشان می‌دهد.

سل به عنوان یکی از بیماری‌های التهابی گرانولوماتوز دسته‌بندی می‌شود. ماکروفاژها، لنفوسیت‌ها تی، لنفوسیت‌ها بی و فیبروبلاست‌ها از جمله سلول‌هایی هستند که جمع می‌شوند تا گرانولوم‌ها را تشکیل دهند. لنفوسیت‌ها، ماکروفاژهای آلوده را احاطه می‌کنند. گرانولوم از انتشار میکوباکتری‌ها جلوگیری کرده و یک محیط محلی را برای تعامل سلول‌های سیستم ایمنی بدن فراهم می‌نماید. باکتری‌ها در داخل گرانولوم می‌توانند ساکت بمانند که منجر به عفونت نهفته می‌شود. یکی دیگر از ویژگی‌های گرانولوم‌ها توسعه مرگ سلولی غیرطبیعی (نکروز) در مرکز برآمدگی‌ها است. برای چشم غیرمسلح، این نکروز بافتی نرم شبیه پنیر سفید دارد و نکروز پنیری نامیده می‌شوند.
باکتری‌های سل می‌توانند از یک منطقه آسیب‌دیده بافت وارد جریان خون می‌شوند. آن‌ها می‌توانند در سراسر بدن گسترش یافته و کانون‌های متعدد عفونت را ایجاد کنند که مانند برآمدگی‌های کوچک سفید در بافت‌ها دیده می‌شوند. این نوع شدید از بیماری س، سل ارزنی نامیده می‌شود. این شکل از سل بیشتر در کودکان و افراد مبتلا به ایدز شایع است. افراد مبتلا به سل منتشر حتی با درمان هم میزان مرگ و میر بالایی دارند (حدود ۳۰٪).
در بسیاری از مبتلایان سل، عفونت ظهور و افول دارد. تخریب و نکروز بافت اغلب با بهبود و فیبروز متعادل می‌شود. بافت متأثر، با جای زخم و حفره‌های پُرشده با مواد نکروز پنیری جایگزین می‌شود. در بیماری فعال، برخی از این حفره‌ها به راه‌های هوایی نایژه‌ها پیوسته و این مواد می‌توانند با سرفه کردن بیرون بریزند. این مواد حاوی باکتری زنده هستند و می‌توانند عفونت را پخش کنند. درمان با آنتی‌بیوتیکهای مناسب، باکتری‌ها را می‌کشد و امکان بهبودی را فراهم می‌کند. هنگامی که بیماری درمان شد، مناطق آسیب‌دیده توسط بافت‌های همبند جای زخم، جایگزین می‌شوند.

## تشخیص

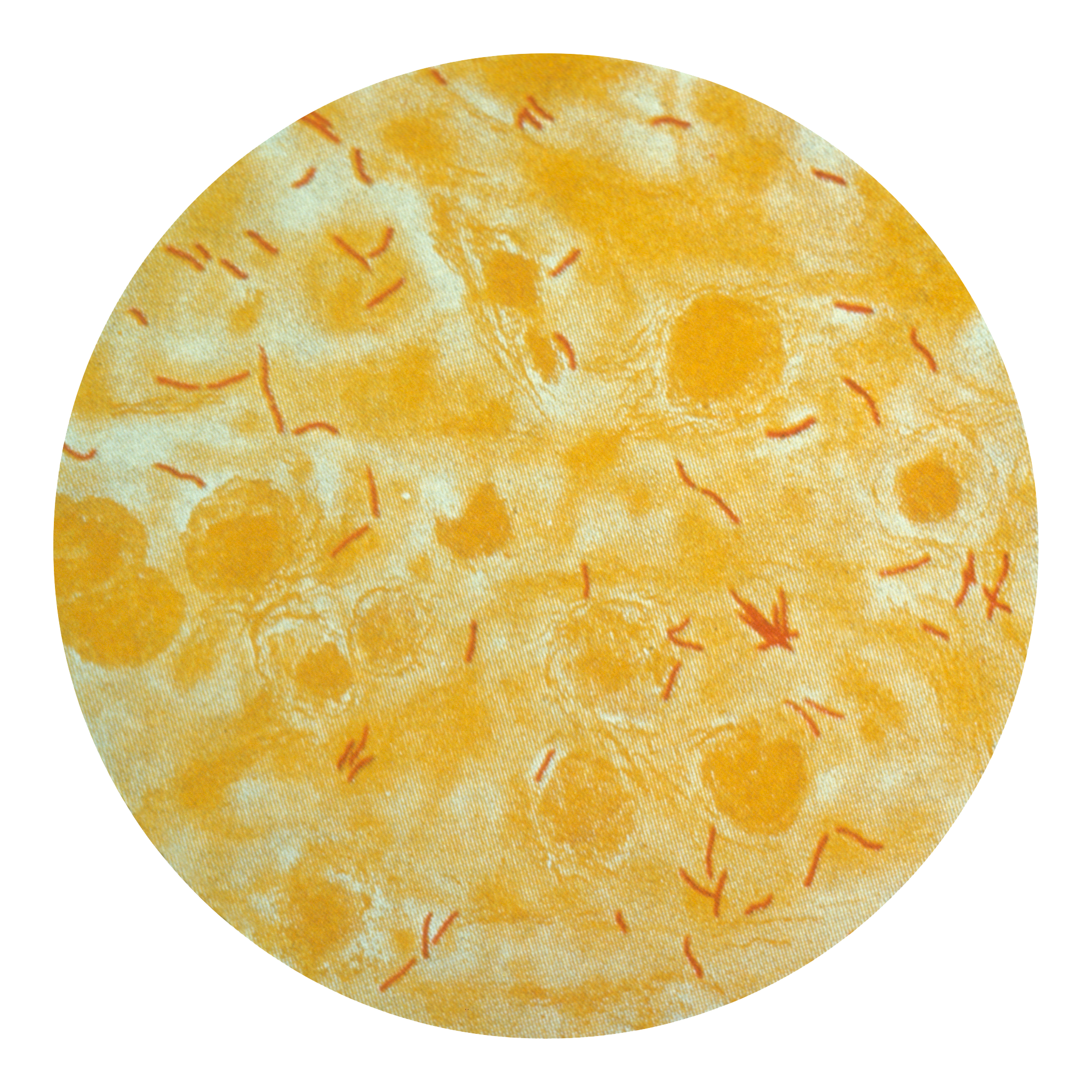
«مایکوباکتریوم توبرکلوسیس» به رنگ قرمز در خلط

### سل فعال
تشخیص سل فعال صرفاً بر اساس علائم و نشانه‌ها دشوار است. همچنین تشخیص بیماری در افرادی که دچار دپرسیون ایمنی هستند نیز مشکل است. با این حال، افرادی که دارای علائم بیماری ریوی یا علائم مزاجی هستند که بیش از دو هفته ادامه می‌یابند ممکن است سل داشته باشند. یک عکس از قفسه سینه با پرتو ایکس و چند کشت خلط برای باسیل‌های اسید فاست به‌طور معمول بخشی از ارزیابی اولیه می‌باشند. آزمون‌های اینترفرون گاما ترشح‌شده (IGRA) و آزمون‌های پوستی توبرکولین در جوامع در حال توسعه مفید نیستند. آی‌جی‌آرای‌ها در افراد مبتلا به اچ‌آی‌وی نیز محدودیت‌های مشابهی دارند.
یک تشخیص قطعی سل زمانی انجام می‌شود که «مایکوباکتریوم توبرکلوزیس» در یک نمونه بالینی شناسایی شود برای مثال خلط چرک یا یک بیوپسی از بافت. با این حال، با توجه به سرعت دو برابر شدن نزدیک به ۲۰ ساعت در مقایسه با ۲۰ دقیقه برای اشریشیا کلی، می‌تواند دو تا شش هفته برای نتیجه کشت خون یا خلط، طول بکشد. از این رو، درمان اغلب قبل از تأیید کشت‌ها آغاز می‌شود.
آزمون‌های تقویت اسید نوکلئیک و آزمایش آدنوزین آمیناز می‌توانند سل را به سرعت تشخیص دهند. با این حال، این آزمایش‌ها به‌طور مداوم توصیه نمی‌شوند چراکه آن‌ها به ندرت چگونگی درمان یک فرد را تغییر می‌دهند. آزمایش خون برای تشخیص آنتی‌بادی‌ها دقیق یا حساس نیست، بنابراین توصیه نمی‌شود.

### سل نهفته

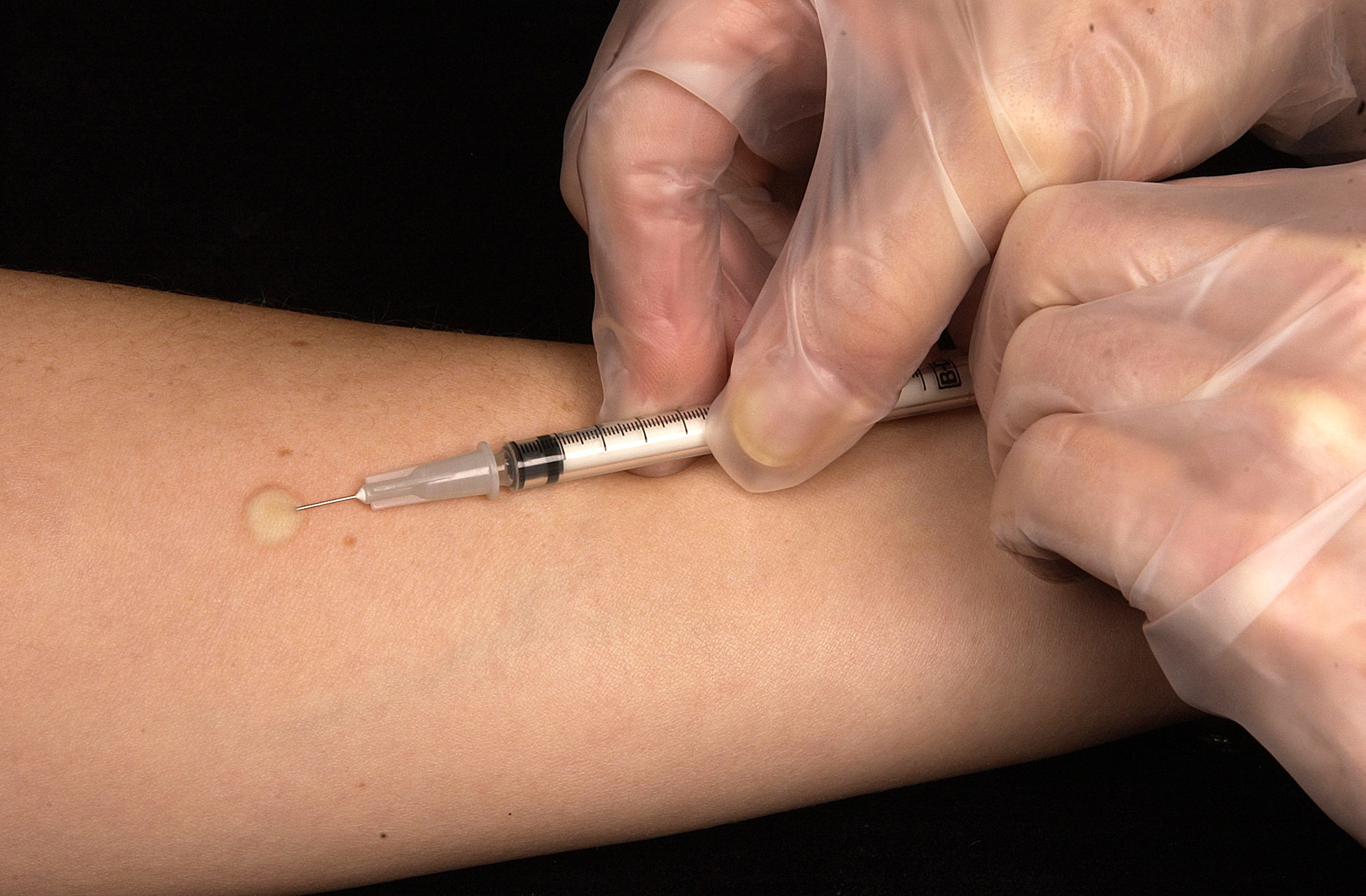
تست پوستی توبرکولین مانتو

تست پوستی توبرکولین مانتو اغلب برای غربالگری افراد در معرض خطر بالای بیماری سل استفاده می‌شود. این تست می‌تواند در افراد مبتلا به سارکوئیدوز، لنفوم هاجکین و سوءتغذیه به صورت کاذب منفی باشد. مهم‌تر از همه، این تست می‌تواند در افرادی که سل فعال دارند به صورت کاذب منفی باشد. سنجش اینترفرون گامای آزاد (IGRA) در یک نمونه خون برای افرادی که تست مانتو مثبت دارند توصیه می‌شود. آی‌جی‌آرای‌ها تحت تأثیر ایمن‌سازی یا اکثر میکوباکتری‌های زیست‌محیطی قرار نمی‌گیرند، بنابراین آن‌ها نتایج مثبت کاذب کمتری ارائه می‌کنند. با این حال آن‌ها تحت تأثیر «مایکوباکتریوم سوگای»، «مایکوباکتریوم مارینوم» و «مایکوباکتریوم کانزاسی» قرار می‌گیرند. آی‌جی‌آرای‌ها زمانی که همراه با تست پوستی استفاده می‌شوند، می‌توانند حساسیت بیشتری داشته باشند اما وقتی آی‌جی‌آرای‌ها به تنهایی استفاده می‌شوند، می‌توانند حساسیت کمتری نسبت به تست پوستی داشته باشند.

## پیشگیری

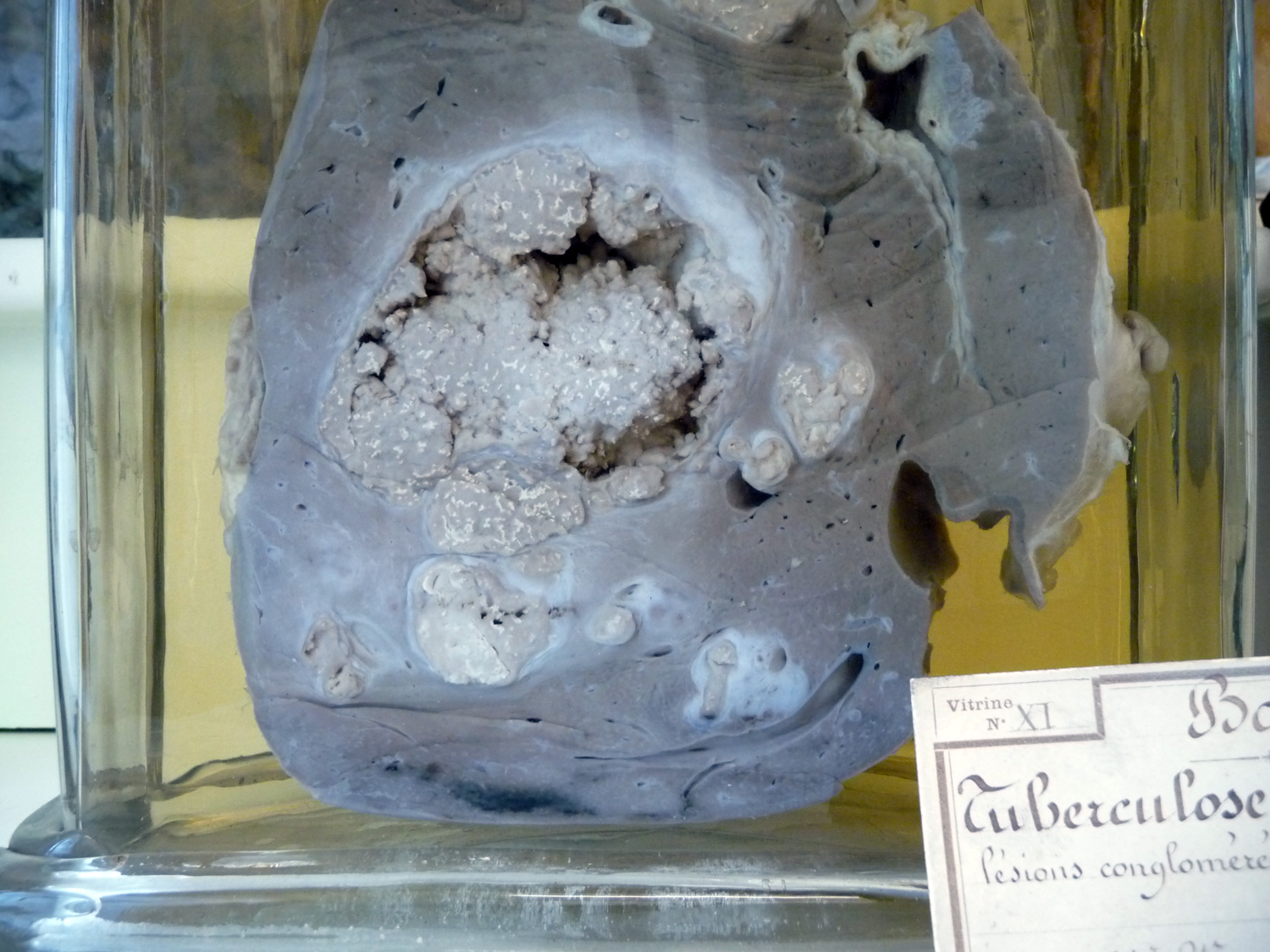
سل کبد گاو در فرمالدئید

تلاش برای جلوگیری و کنترل سل بر واکسیناسیون نوزادان، تشخیص و درمان مناسب موارد فعال متکی می‌باشد. سازمان جهانی بهداشت موفقیت‌هایی را در رژیم‌های درمانی بهبودیافته به دست آورده است. کاهش اندکی در تعداد موارد دیده شده است.

### واکسن‌ها
تا سال ۲۰۱۱، تنها واکسن سل موجود «Bacillus Calmette-Guérin یا ب.ث. ژ» می‌باشد. بی‌سی‌جی در برابر بیماری‌های منتشرشده در دوران کودکی مؤثر است اما حفاظت متناقضی را در برابر ابتلا به سل ریوی ایجاد می‌کند. با این حال، این گسترده‌ترین واکسن مورد استفاده در سراسر جهان است که بیش از ۹۰٪ از همهٔ کودکان را واکسینه می‌کند. با این حال، ایمنی ایجادشده توسط آن بعد از حدود ده سال کاهش می‌یابد. سل در اکثر نقاط کانادا، بریتانیا و آمریکا شایع نیست، بنابراین بی‌سی‌جی فقط برای افرادی که در معرض خطر بالا قرار دارند، استفاده می‌شود. یکی از دلایل عدم استفاده از واکسن این است که باعث می‌شود تست پوستی توبرکولین مثبت کاذب شود که این آزمون را برای غربالگری این بیماری بی‌فایده می‌نماید. واکسن‌های جدید در دست تهیه هستند.

## بهداشت عمومی

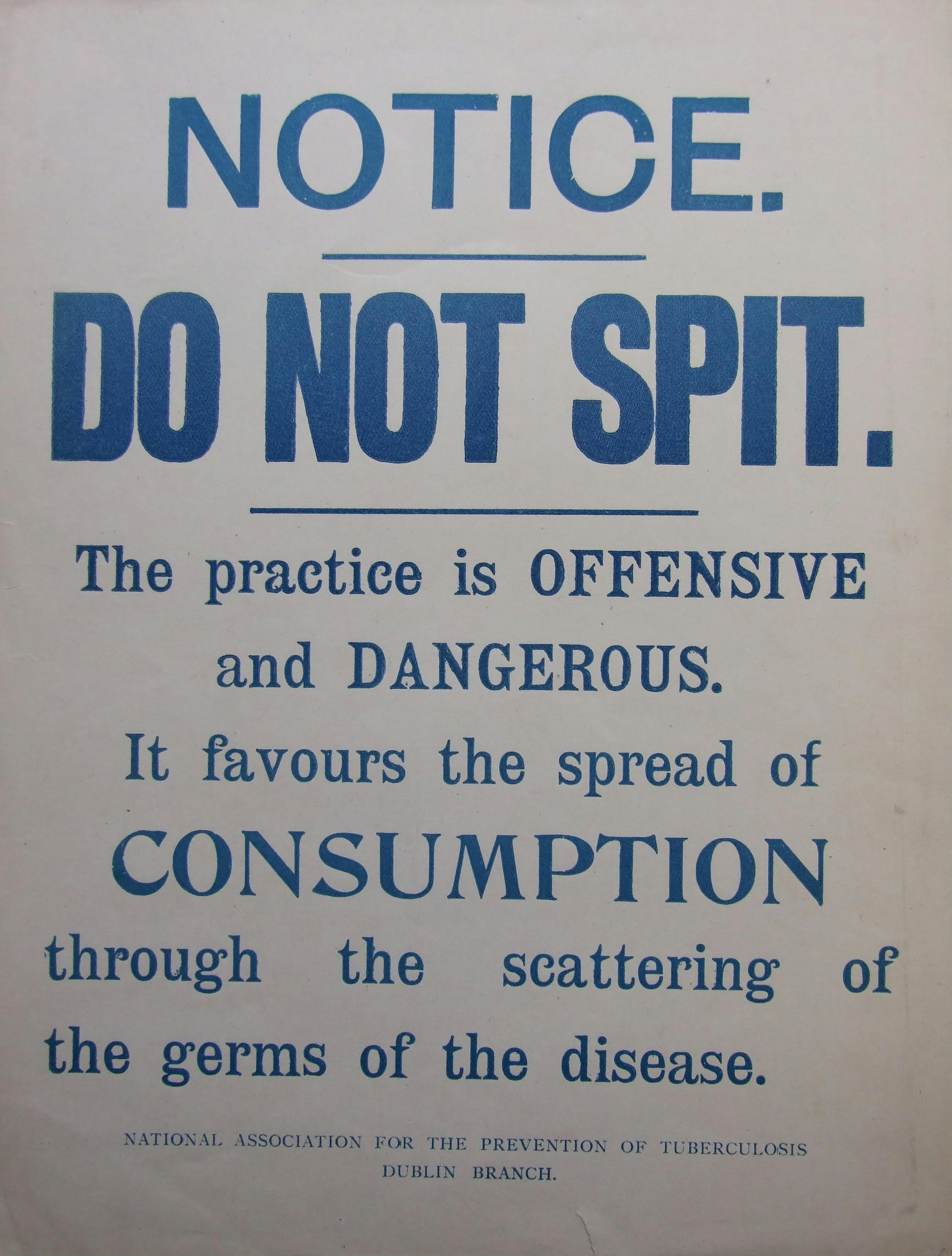
یک کمپین بهداشت عمومی سل در ایرلند، ۱۹۰۵

سازمان جهانی بهداشت در سال ۱۹۹۳، سل را «وضعیت اضطراری برای بهداشت جهانی» اعلام کرد. در سال ۲۰۰۶، مشارکت توقف سل، طرحی جهانی برای متوقف کردن سل مطرح کرد که بنا بود تا سال ۲۰۱۵، جان ۱۴ میلیون نفر را حفظ کند. تعدادی از اهداف تعیین‌شده به احتمال زیاد تا سال ۲۰۱۵ حاصل نشده که این امر بیشتر به دلیل افزایش سل مرتبط با اچ‌آی‌وی و ظهور سل مقاوم در برابر چند دارو (MDR-TB) می‌باشد. سیستم طبقه‌بندی سل که جامعه بیماری‌های صدری آمریکا آن را تهیه کرده است در برنامه‌های بهداشت عمومی استفاده می‌شود.

## مدیریت

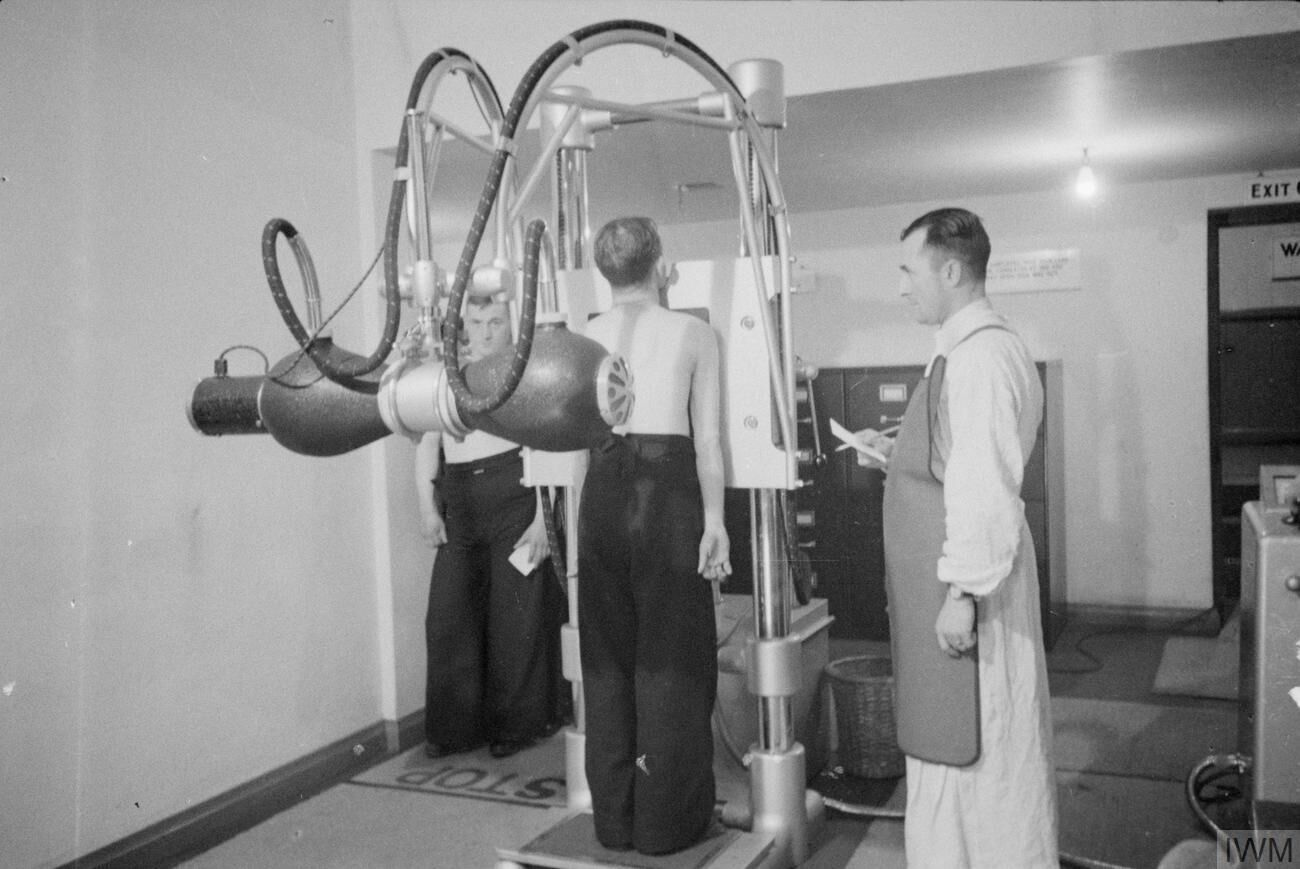
نیروی دریایی پادشاهی بریتانیا در حال غربالگری سل (۱۹۴۰)

درمان سل از آنتی‌بیوتیک‌ها برای از بین بردن باکتری‌ها استفاده می‌کند. درمان مؤثر سل مشکل است که به دلیل ساختار غیرمعمول و ترکیب شیمیایی دیواره سلولی میکوباکتریومی می‌باشد. دیواره سلولی داروها را بیرون نگه می‌دارد و باعث می‌شود که بسیاری از آنتی‌بیوتیک‌ها بی‌اثر شوند. دو آنتی‌بیوتیکی که بیشترین استفاده را دارند ایزونیازید و ریفامپیسین هستند و درمان می‌تواند ماه‌ها ادامه یابد. در درمان سل نهفته معمولاً تنها از یک آنتی‌بیوتیک استفاده می‌شود. بیماری سل فعال به منظور کاهش خطر ایجاد مقاومت در برابر آنتی‌بیوتیک در باکتری با ترکیبی از چند آنتی‌بیوتیک بهتر درمان می‌شود. افراد مبتلا به عفونت نهفته نیز درمان می‌شوند تا از ابتلای آن‌ها به بیماری سل فعال در آینده جلوگیری شود. سازمان بهداشت جهانی درمان با مشاهده مستقیم را توصیه می‌کند. در این روش درمانی، ارائه‌دهنده مراقبت‌های بهداشتی، مصرف دارو توسط فرد را مشاهده می‌نماید. هدف، کاهش تعداد افرادی است که آنتی‌بیوتیک‌ها را به‌طور مناسب مصرف نمی‌کنند. با این حال، شواهد برای حمایت از درمان با مشاهده مستقیم، ضعیف است. روش‌هایی که به مردم یادآوری می‌کند که درمان بسیار مهم است، مؤثر می‌باشند.

## شروع جدید

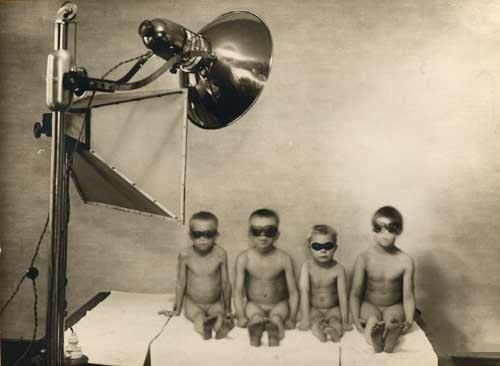
نوردرمانی سل در کوئوپیو، فنلاند، ۱۹۳۴

در سال ۲۰۱۰، درمانی توصیه‌شد برای سل ریوی تازه بروز کرده که ترکیبی از آنتی‌بیوتیک‌ها به مدت شش ماه می‌باشد. برای دو ماه اول، ریفامپیسین، ایزونیازید، پیرازینامید و اتامبوتول تجویز شود. در چهار ماه بعد، تنها ریفامپیسین و ایزونیازید تجویز شود. در صورتی که مقاومت به ایزونیازید بالا باشد، می‌توان به جای آن از اتامبوتول در چهار ماه پایانی استفاده کرد.

## عود بیماری
اگر سل عود کند، قبل از شروع درمان برای تعیین آنتی‌بیوتیک‌هایی که به آن حساس است، آزمایش انجام دهید. اگر سل مقاوم به چند دارو (MDR-TB) تشخیص داده شود، درمان با حداقل چهار آنتی‌بیوتیک مؤثر برای ۱۸–۲۴ ماه توصیه می‌شود.

## مقاومت به دارو
مقاومت اولیه هنگامی رخ می‌دهد که فرد به یک گونه مقاوم سل مبتلا می‌شود. فرد مبتلا به سل کاملاً حساس (مستعد) ممکن است در طول درمان دچار مقاومت ثانویه (اکتسابی) شود. یک فرد در صورتی که از رژیم تجویزشده به‌طور مناسب پیروی نکند (عدم تطابق) یا اگر از داروهایی با کیفیت پایین استفاده کند، ممکن است به دلیل درمان نامناسب دچار مقاومت ثانویه شود. سل مقاوم در برابر دارو، یک مسئله جدی در بهداشت عمومی بسیاری از کشورهای در حال توسعه است. درمان سل مقاوم در برابر دارو طولانی‌تر است و به داروهای گران‌تر نیاز دارد. سل مقاوم در برابر چند دارو به عنوان مقاومت در برابر دو داروی مؤثر رده اول سل: ریفامپیسین و ایزونیازید، تعریف شده است. سل بسیار مقاوم در برابر دارو در برابر سه یا بیشتر از سه مورد از شش کلاس داروهای ردهٔ دوم، مقاوم است. سل کاملاً مقاوم در برابر دارو نسبت به تمام داروهایی که در حال حاضر استفاده می‌شود، مقاوم است. سل کاملاً مقاوم در برابر دارو برای اولین بار در سال ۲۰۰۳ در ایتالیا مشاهده شد اما از آن به بعد تا سال ۲۰۱۲ به‌طور گسترده گزارش نشده است. موارد سل مقاوم در برابر دارو در سال ۲۰۱۳ حدود ۳٫۵٪ در موارد جدید و ۲۰٫۵٪در موارد قدیمی و قبلی بوده است. پیش‌بینی می‌شد که حدود ۳۰۰/۰۰۰ مورد سل مقاوم در برابر دارو در سال ۲۰۱۳ وجود داشته باشد که ۱۳۶٬۰۰۰ نفر (در حدود ۴۵٪ موارد) شناسایی و گزارش شدند.

## پیش‌آگهی
پیشرفت عفونت سل به بیماری سل آشکار زمانی رخ می‌دهد که باسیل بر دفاع‌های دستگاه ایمنی غلبه و شروع به تکثیر کند. در بیماری سل اولیه حدود ۱–۵٪ از موارد، این پیشرفت به سرعت پس از عفونت اولیه رخ می‌دهد. با این حال، در اکثر موارد، یک عفونت نهفته بدون هیچ نشانه آشکاری رخ می‌دهد. این باسیل‌های خفته باعث ایجاد سل فعال در ۵–۱۰٪ از این موارد نهفته می‌شوند و اغلب این امر سال‌ها پس از عفونت اتفاق می‌افتد.
خطر فعال شدن مجدد با سرکوب سیستم ایمنی افزایش می‌یابد، مانند آنچه که از آلودگی به اچ‌آی‌وی ناشی می‌شود. در افراد مبتلا به «مایکوباکتریوم توبرکلوزیس» و اچ‌آی‌وی، خطر فعال‌شدن مجدد به ۱۰٪ در سال افزایش می‌یابد. مطالعاتی که از طرح‌های دی‌ان‌ای نژادهای «مایکوباکتریوم توبرکلوزیس» استفاده می‌کنند، نشان می‌دهند که عفونت مجدد باعث عود سل بیشتر از آنچه قبلاً تصور می‌شد، می‌شود. عفونت مجدد ممکن است موجب بیش از ۵۰٪ از موارد فعال شده مجدد در مناطقی که در آن سل شایع است، بشود. احتمال مرگ و میر ناشی از سل در حدود ۴٪ در سال ۲۰۰۸ بود، که کمتر از ۸٪ در سال ۱۹۹۵ است.

## شیوع

در سال ۲۰۰۷، شیوع سل در هر ۱۰۰٬۰۰۰ نفر در کشورهای جنوب صحرای آفریقا بالاترین، و در آسیا نیز نسبتاً بالا بود.

حدود یک سوم از جمعیت جهان با «مایکوباکتریوم توبرکلوزیس» آلوده شده است. در هر ثانیه یک عفونت جدید در مقیاس جهانی رخ می‌دهد. با این حال، بسیاری از عفونت‌ها به «مایکوباکتریوم توبرکلوزیس» منجر به بیماری‌های سل نمی‌شود، و ۹۰–۹۵٪ از عفونت‌ها بدون علامت باقی می‌مانند. در سال ۲۰۰۷، حدود ۱۳٫۷ میلیون مورد مزمن فعال وجود داشت. در سال ۲۰۱۰، ۸٫۸ میلیون مورد جدید سل و ۱٫۴۵ میلیون مرگ و میر شناسایی شد که بیشتر این‌ها در کشورهای در حال توسعه اتفاق می‌افتد. از این ۱٫۴۵ میلیون مرگ و میر در حدود ۰٫۳۵ میلیون نفر در افراد آلوده به اچ‌آی‌وی رخ داد.
سل دومین علت شایع مرگ ناشی از بیماری‌های عفونی پس از مرگ به علت اچ‌آی‌وی/ایدز است. تعداد مطلق موارد ابتلا به سل (شیوع) از سال ۲۰۰۵ رو به کاهش بوده است. موارد جدید سل (بروز) از سال ۲۰۰۲، کاهش یافته است مخصوصاً چین که پیشرفت چشمگیری داشته است. چین میزان مرگ و میر ناشی از سل خود را بین سال‌های ۱۹۹۰ و ۲۰۱۰ حدود ۸۰٪ کاهش داده است. سل در کشورهای در حال توسعه شایع‌تر است. حدود ۸۰٪ از جمعیت بسیاری از کشورهای آسیایی و آفریقایی در آزمون توبرکولین، تست مثبت داشته‌اند اما تنها ۵–۱۰٪ از جمعیت آمریکا آزمون مثبت داشته‌اند. کارشناسان امیدوار بودند که سل را به‌طور کامل کنترل کنند. با این حال، عوامل متعدد، کنترل کامل سل را بعید می‌کند. تهیه یک واکسن مؤثر دشوار بوده است. تشخیص بیماری گران است و زمان زیادی می‌برد. درمان چندین ماه طول می‌کشد. افراد مبتلا به اچ‌آی‌وی بیشتری گرفتار سل می‌شوند. سل مقاوم در برابر دارو در دهه ۱۹۸۰ مشاهده شد.

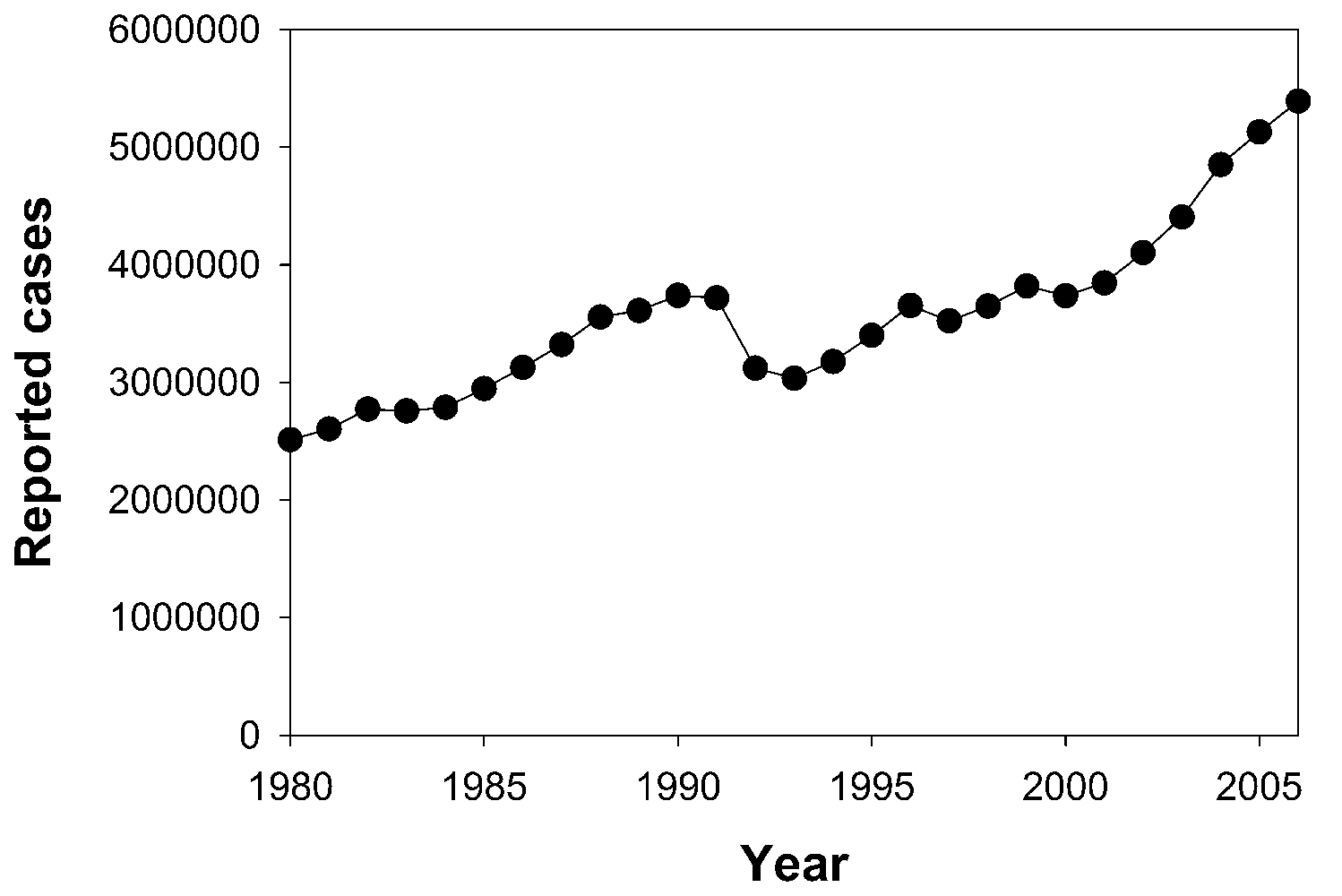
نمودار سالانهٔ موارد جدید سل گزارش شده. اطلاعات از سازمان جهانی بهداشت

 در سال ۲۰۰۷، کشور دارای بیشترین میزان شیوع تخمینی سل، سوازیلند با ۱٬۲۰۰ مورد در هر ۱۰۰٬۰۰۰ نفر بود. هند در کل بیشترین میزان شیوع را با ۲٫۰ میلیون مورد جدید داشت. در کشورهای توسعه‌یافته، سل کمتر شایع است و به‌طور عمده در مناطق برون‌شهری یافت می‌شود. در سال ۲۰۱۰، نرخ سل در هر ۱۰۰٬۰۰۰ نفر در مناطق مختلف جهان بدین شرح بود:
- جهان: ۱۷۸
- آفریقا: ۳۳۲
- آمریکا: ۳۶
- شرق مدیترانه: ۱۷۳
- اروپا: ۶۳
- جنوب شرق آسیا: ۲۷۸
- غرب اقیانوس آرام: ۱۳۹[۸۶]

در کانادا و استرالیا، سل در میان مردم بومی به ویژه در مناطق دور افتاده، بسیار رایج است. در آمریکا، مرگ و میر ناشی از سل سکنه بومی پنج برابر بیشتر است.
شیوع سل در سنین مختلف متفاوت است. در آفریقا، سل به‌طور عمده افراد نوجوان بین ۱۲ و ۱۸ سال را تحت تأثیر قرار می‌دهد. با این حال، در کشورهایی که در آن نرخ بروز سل به‌طور چشمگیری کاهش یافته است مانند آمریکا، سل عمدتاً بیماری افراد پیر و افراد دارای سیستم ایمنی در معرض خطر است. میزان بروز سل در مردان بیشتر از زنان است. در سال ۲۰۱۳، حدود ۵۱۰٬۰۰۰ زن در نتیجه سل فوت کردند و حدود ۱۸۰٬۰۰۰ نفر از آنان همزمان آلودگی به اچ‌آی‌وی داشته‌اند. در سال ۲۰۰۷، ۱۳٫۷ میلیون مورد مزمن سل در سطح جهان فعال بودند. در سال ۲۰۱۰، حدود ۸٫۸ میلیون مورد جدید به وجود آمده است با حدود ۱٫۵ میلیون مرگ. در سال ۲۰۱۳، ۹ میلیون مورد مزمن در سطح جهان فعال بودند با ۱٫۵ میلیون مرگ که ۱٫۱ میلیون مورد بدون آلودگی به اچ‌آی‌وی و ۳۶۰٬۰۰۰ مورد با آلودگی به اچ‌آی‌وی بود. از تمام موارد موجود، ۵۶٪ موارد در جنوب شرق آسیا و غرب اقیانوس آرام بوده‌اند و ۳۶۰٬۰۰۰ نفر آلودگی همزمان سل و اچ‌آی‌وی داشته‌اند. بین سال‌های ۲۰۰۰ تا ۲۰۱۳، ۳۷ میلیون تشخیص و درمان مؤثر سل انجام شده است. در سرتاسر جهان میزان بروز سل بین سال‌های ۲۰۰۰ تا ۲۰۱۳ حدود ۱٫۵٪ در هر سال کاهش داشته است. در همین بازه زمانی میزان شیوع سل ۴۱٪ کاهش داشته است. بین سال‌های ۱۹۹۰ تا ۲۰۱۳ میزان مرگ و میر سل حدود ۴۵٪ کاهش داشته است. میزان درمان موفقیت‌آمیز در سال ۲۰۱۳ حدود ۸۶٪ موارد کشف‌شده بود. هدف جهان تا سال ۲۰۳۵ کاهش ۹۵٪ مرگ و میرهای ناشی از سل و کاهش ۹۰٪ بروز موارد جدید است.

## تاریخچه

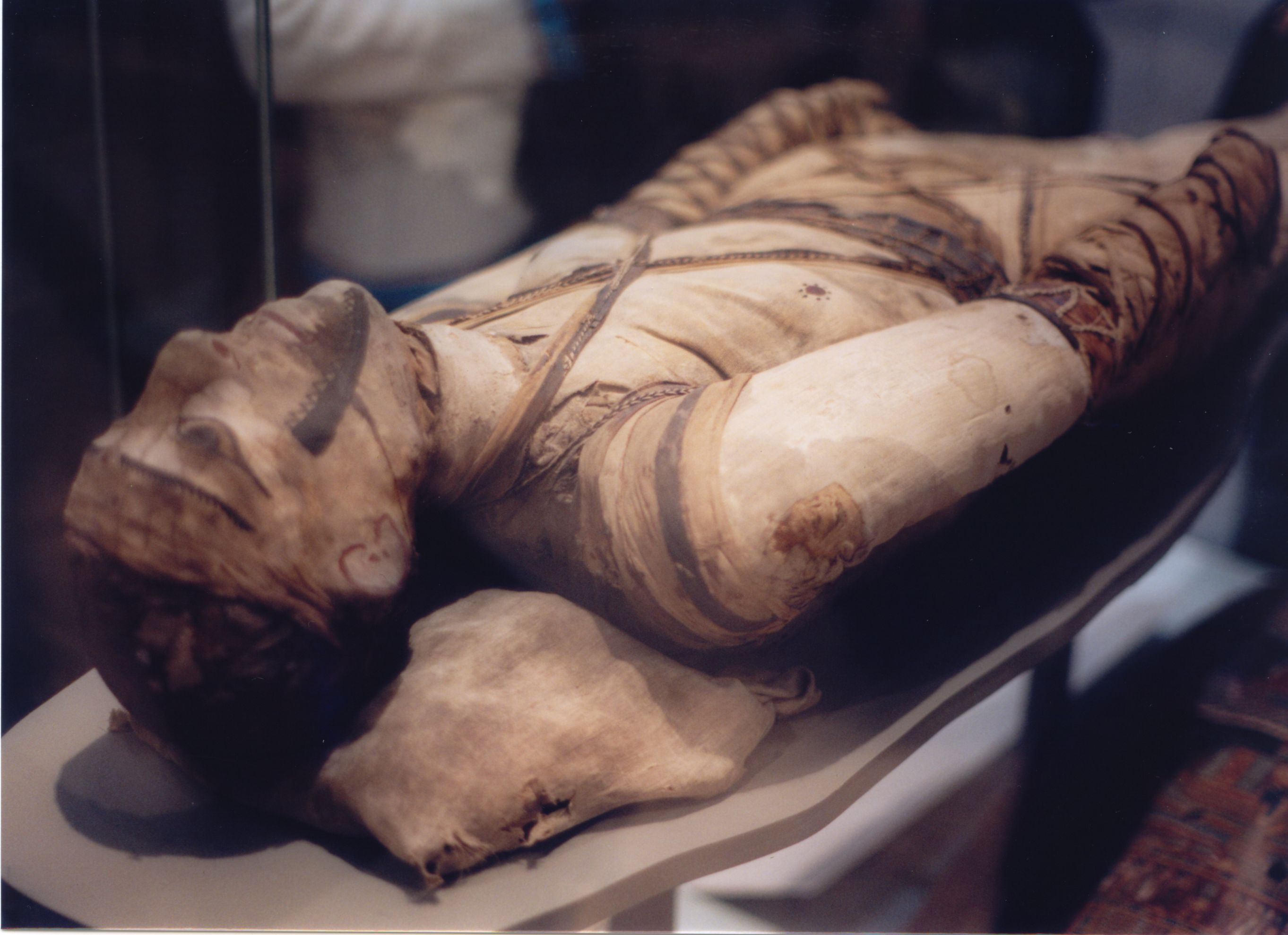
مومیایی مصری در موزه بریتانیا - فروپاشی مسلول در ستون فقرات مومیاییهای مصری مشاهده شده است.

سل از دوران باستان همراه انسان بوده است. قدیمی‌ترین تشخیص بدون ابهام «مایکوباکتریوم توبرکلوزیس» شامل شواهد این بیماری در بقایای گاومیش کوهان‌دار آمریکایی است که به ۱۷٬۰۰۰ سال پیش بازمی‌گردد. با این حال، مشخص نیست که آیا سل در گاومیش به وجود آمده و پس از آن به انسان منتقل شده است یا اینکه از یک جد مشترک انشعاب یافته است. دانشمندان زمانی اعتقاد داشتند که انسان کمپلکس مایکوباکتریوم توبرکلوزیس را از جانوران در هنگام اهلی کردن آن‌ها گرفته است. با این حال، ژن‌های مجموعهٔ۷ «مایکوباکتریوم توبرکلوزیس» (کمپلکس مایکوباکتریوم توبرکلوزیس) در انسان با کمپلکس مایکوباکتریوم توبرکلوزیس در حیوانات مقایسه شده‌اند و ثابت شده است که این تئوری نادرست است. هر دو گونه باکتری سل یک جد مشترک دارند که می‌توانسته است انسان را در اوایل انقلاب نوسنگی آلوده کرده باشد. باقی‌مانده‌های اسکلتی نشان می‌دهد که انسان‌های پیشاتاریخ (۴۰۰۰ سال قبل از میلاد مسیح) سل داشته‌اند. پژوهشگران پوسیدگی مسلول را در ستون فقرات مومیایی مصری یافته‌اند که به ۳۰۰۰–۲۴۰۰ سال پیش از میلاد بازمی‌گردد. «Phthisis»، یک واژهٔ یونانی به معنی «مصرف» است که اصطلاح قدیمی برای بیماری سل ریوی می‌باشد. در حدود ۴۶۰ سال قبل از میلاد، بقراط سل ریوی را به عنوان گسترده‌ترین بیماری در آن زمان شناسایی کرد. افراد مبتلا به سل ریوی تب و سرفه خونین داشتند. سل ریوی تقریباً همیشه کشنده بود. مطالعات ژنتیکی نشان می‌دهد که سل از حدود سال ۱۰۰ میلادی در میان آمریکایی‌ها وجود داشته است.
قبل از انقلاب صنعتی، فرهنگ عامه اغلب سل را با خون‌آشام‌ها مرتبط می‌دانسته است. هنگامی که یکی از اعضای خانواده به دلیل سل فوت می‌کرد، دیگر اعضای آلوده، سلامت خود را به آرامی از دست می‌دادند. مردم بر این باور بودند که فرد اصلی مبتلا به سل، زندگی را از دیگر اعضای خانواده می‌ربوده است.
نوع ریوی مرتبط با برآمدگی‌ها به عنوان یک آسیب‌شناسی توسط دکتر ریچارد مورتون در سال ۱۶۸۹ تعیین شد. با این حال، سل انواع مختلفی از علائم را داراست، از این رو، سل تا دهه ۱۸۲۰ به عنوان یک بیماری واحد شناسایی نشده بود. این بیماری در سال ۱۸۳۹ توسط جی.ال. شوئن، سل نامیده شد. طی سال‌های ۱۸۳۸–۱۸۴۵، دکتر جان کروگان (John Croghan)، مالک غار ماموت، افراد مبتلا به سل را به داخل غار می‌برد به این امید که این بیماری را با درجه حرارت ثابت و خلوص هوای غار درمان کند ولی آن‌ها ظرف یک سال درگذشتند. هرمان برمر (Hermann Brehmer)، اولین آسایشگاه برای بیماران سل را در سال ۱۸۵۹ در سوکووووسکو، لهستان باز کرد.

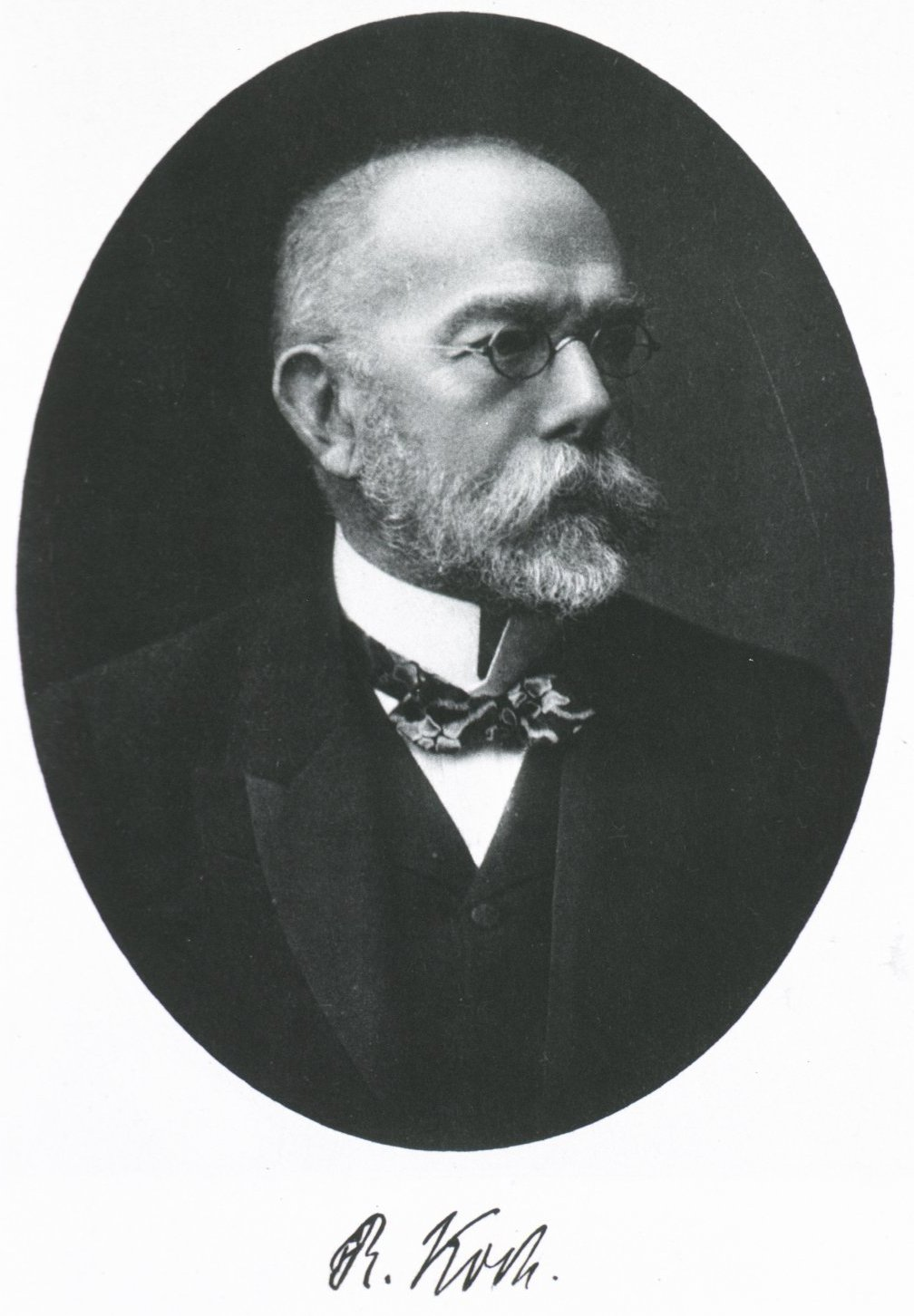
دکتر رابرت کخ (Robert Koch)، باسیل سل را کشف کرد

باسیلی (میکوباکتریوم توبرکلوسیس) که باعث بیماری سل می‌شود، در ۲۴ مارس ۱۸۸۲ توسط رابرت کخ (Robert Koch) شناخته و توصیف شد. او موفق به دریافت جایزه نوبل در فیزیولوژی یا پزشکی در سال ۱۹۰۵ برای این کشف شد. کخ (Koch) معتقد نبود که بیماری سل گاومیشی (گاوی) و سل انسانی مشابه باشند. این باور درک اینکه که شیر آلوده هم یک منبع عفونت بود را به تعویق انداخت. پس از آن، خطر انتقال از این منبع با اختراع روند پاستوریزاسیون به‌طور قابل توجهی کاهش یافت. کخ (Koch) در سال ۱۸۹۰، یک عصاره گلیسیرین از باسیل سل را به عنوان «درمان» سل اعلام کرد. او آن را «توبرکولین» نامید. اگرچه «توبرکولین» مؤثر نبود اما از آن به عنوان یک تست غربالگری برای وجود سل، پیش بالینی استفاده شد.
آلبرت کالمیت (Albert Calmette) و کامیل گوئرین (Camille Guérin) در سال ۱۹۰۶ اولین موفقیت را در ایمن‌سازی علیه سل به دست آوردند. آن‌ها از گونه ضعیف‌شده سل گاوی استفاده کردند و آن واکسن را بی‌سی‌جی یا باسیل کلمنت و گوئرین نامیدند. واکسن بی‌سی‌جی برای اولین بار در سال ۱۹۲۱ در فرانسه بر روی انسان‌ها مورد استفاده قرار گرفت. با این حال این واکسن بی‌سی‌جی پس از جنگ جهانی دوم تنها در آمریکا، بریتانیا و آلمان به صورت گسترده پذیرفته شد.
سل به عنوان گسترده‌ترین بیماری همه گیر بین فقرای شهری، باعث بزرگ‌ترین نگرانی عمومی در قرن نوزدهم و اوایل قرن بیستم شد. در سال ۱۸۱۵، از هر چهار مورد مرگ در انگلستان، یک مورد به دلیل «سل» بود. در سال ۱۹۱۸، سل دلیل یکی از هر شش مورد مرگ در فرانسه بود. پس از اینکه دانشمندان دهه۱۸۸۰ فهمیدند که بیماری مسری است، سل در فهرست بیماری‌های قابل اخطار رسمی بریتانیا قرار گرفت. کمپین‌هایی برای جلوگیری از تف کردن مردم در مکان‌های عمومی شروع شد و فقرای آلوده به رفتن به آسایشگاه‌هایی «تشویق» می‌شدند که شبیه زندان بود در حالیکه در آسایشگاه‌ها برای طبقات متوسط و بالای جامعه، مراقبت‌های پزشکی عالی و ثابتی ارائه می‌کردند. در آسایشگاه‌ها ظاهراً مزایایی هچون هوای تازه و کار ارائه می‌کردند اما حتی تحت بهترین شرایط، ۵۰٪ از افرادی که وارد آنجا می‌شدند، ظرف پنج سال فوت می‌کردند (حوالی سال ۱۹۱۶)
نرخ سل در اروپا، در اوایل قرن هفدهم شروع به افزایش کرد. سل در اروپا در قرن هجدهم به اوج خود رسید، زمانی که عامل نزدیک به ۲۵٪ از تمام مرگ و میرها بود. مرگ و میر پس از آن در دهه ۱۹۵۰ نزدیک به ۹۰٪ کاهش یافت. بهبود سلامت عمومی به‌طور قابل توجهی میزان سل را حتی قبل از استفاده از استرپتومایسین و آنتی‌بیوتیک‌های دیگر کاهش داد. با این حال، این بیماری یک تهدید قابل توجه برای بهداشت عمومی باقی ماند. هنگامی که شورای تحقیقات پزشکی بریتانیا در سال ۱۹۱۳ تشکیل شد، تمرکز اولیه آن، تحقیقات بر سل بود.
در سال ۱۹۴۶، تولید آنتی‌بیوتیک استرپتومایسین، درمان مؤثر و درمان سل را به یک واقعیت تبدیل کرد. قبل از اینکه این دارو معرفی شود، تنها درمان به جز آسایشگاه‌ها مداخله جراحی بود. روش پنوموتوراکس، ریه آلوده را کلاپس و بی‌حرکت می‌کرد تا به آن «استراحت» دهد و امکان درمان ضایعات سلی را فراهم نماید. پیدایشسل مقاوم به چند دارو، دوباره جراحی را به عنوان گزینه‌ای از استانداردهای قابل‌قبول مراقبت در درمان عفونت سل معرفی کرد. مداخلات جراحی کنونی شامل حذف پاتولوژیک حفره‌های قفسه سینه (تاول) در ریه‌ها برای کاهش تعداد باکتری‌ها و برای افزایش در معرض دارو قرار گرفتن باکتری‌های باقی‌مانده در جریان خون می‌باشد. این مداخله به‌طور همزمان بار باکتریایی را کاهش می‌دهد و باعث افزایش اثربخشی درمان آنتی‌بیوتیک سیستمیک می‌شود. اگرچه کارشناسان امیدوار بودند که سل را به‌طور کامل حذف کنند ولی پیدایش گونه‌های مقاوم در برابر دارو در دهه ۱۹۸۰ حذف سل را غیرمحتمل‌تر کرد. تجدید حیات متعاقب سل موجب اعلام یک وضعیت اضطراری برای بهداشت جهانی توسط سازمان جهانی بهداشت در سال ۱۹۹۳ شد.

## جامعه و فرهنگ
سازمان جهانی بهداشت و بنیاد بیل و ملیندا گیتس در حال ارائه کمک‌های مالی به تهیه یک آزمون تشخیصی سریع برای استفاده در کشورهای با درآمد پایین و متوسط هستند. در سال ۲۰۱۱، بسیاری از مکان‌های فقیر هنوز هم تنها به روش میکروسکوپی خلط دسترسی دارند.
در سال ۲۰۱۰، هند بالاترین تعداد کل موارد ابتلا به سل در سراسر جهان را داشت. یکی از دلایل، مدیریت ضعیف این بیماری توسط بخش مراقبت‌های بهداشتی خصوصی بود. برنامه‌هایی مانند برنامه کنترل سل ملی اصلاح شده به کاهش میزان سل در میان افرادی که مراقبت‌های بهداشتی عمومی دریافت می‌کنند، کمک می‌کند.

## تحقیقات
واکسن سل دارای محدودیت‌هایی است و تحقیق برای تهیه واکسن سل جدید در حال انجام است. چند کاندیدای احتمالی در حال حاضر در فاز ۱ و ۲ کارآزمایی بالینی هستند و همچنین دو رویکرد اصلی در حال تلاش برای بهبود اثربخشی واکسن موجود هستند:
1. اضافه کردن یک واکسن زیرواحد به بی‌سی‌جی است. MVA85A نمونه‌ای از یک واکسن زیرواحد است که در حال حاضر در آفریقای جنوبی در دست آزمایش می‌باشد. MVA85A مبتنی بر یک ویروس آبله گاوی با اصلاح ژنتیک است.[۱۲۲] امید است که واکسن‌ها نقش مهمی را در درمان بیماری‌های نهفته و فعال داشته باشند.[۱۲۳]
2. استراتژی دیگر در تلاش برای ایجاد واکسن‌های جدید و بهتر است.[۱۲۱] برای تشویق به کشف بیشتر، محققان و سیاست گذاران، مدل‌های جدید اقتصادی توسعه واکسن را ترویج می‌دهند از جمله جوایز، مشوق‌های مالیاتی و تعهدات بازار پیشرفته.[۱۲۴][۱۲۵] گروه‌های متعددی در تحقیقات شرکت دارند مانند مشارکت توقف سل،[۱۲۶] ابتکار واکسن سل در آفریقای جنوبی و بنیاد جهانی واکسن سل Aeras.[۱۲۷] بنیاد جهانی واکسن سل Aeras، هدیه‌ای به مبلغ بیش از ۲۸۰ میلیون دلار را از بنیاد بیل و ملیندا گیتس به منظور توسعه و تجویز یک واکسن بهبودیافته علیه سل برای استفاده در کشورهای دارای سرایت بالای سل، دریافت کرد.[۱۲۸][۱۲۹]

## در سایر جانوران
مایکوباکتری‌ها بسیاری از جانوران مختلف را آلوده می‌کنند از جمله پرندگان، جوندگان و خزندگان. زیرگونه‌های «مایکوباکتریوم توبرکلوزیس» به‌ندرت در حیوانات وحشی دیده می‌شوند. تلاش برای ریشه‌کنی سل گاوی ناشی از «مایکوباکتریوم بوویس» از گله‌های گاو و گوزن در نیوزیلند نسبتاً موفق بوده است ولی این تلاش‌ها در بریتانیا با موفقیت کمتری همراه بوده است.